# مگی رز
مارگارت رز دورانته (زاده ۱۹ مه ۱۹۸۸) خواننده سول و موسیقی کانتری آمریکایی است. در سال ۲۰۰۹ دورانته با یونیورسال ریپابلیک قرارداد امضا کرد و کاور آهنگ کینگز آو لئون را با نام از کسی استفاده کن منتشر کرد.
مگی رز دورانته در پوتوماک، مریلند به دنیا آمد و از مدرسه مقدماتی بازدید جورج تاون فارغ‌التحصیل شد. او یک خواننده مادام العمر بوده‌است، اما در سن ۱۶ سالگی اغلب با گروه B Street Band (یک گروه ادای احترام بروس اسپرینگستین) شروع به اجرای برنامه کرد. او در دانشگاه کلمسون تحصیل کرد اما در سال دوم تحصیلی خود به نشویل نقل مکان کرد تا با تشویق تامی موتولا حرفه موسیقی را دنبال کند.
در سال ۲۰۲۱، مگی آخرین آلبوم خود را با نام Have a Seat منتشر کرد.

## دیسکوگرافی

### آلبوم‌ها
| عنوان                        | جزئیات                                                                               | نمودار اوج  | نمودار اوج         |
| عنوان                        | جزئیات                                                                               | کشور آمریکا | گرمای ایالات متحده |
| ---------------------------- | ------------------------------------------------------------------------------------ | ----------- | ------------------ |
| برش برای تحت تأثیر قرار دادن | - تاریخ انتشار: ۲۶ مارس ۲۰۱۳ - برچسب: RPM Entertainment - فرمت‌ها: سی دی، دانلود      | ۳۶          | ۱۰                 |
| کل چیز را تغییر دهید         | - تاریخ انتشار: ۲۱ سپتامبر 2018 - برچسب: ستاره زده - فرمت‌ها: سی دی، دانلود           | -           | -                  |
| بنشینید                      | - تاریخ انتشار: ۲۰ اوت ۲۰۲۱ - برچسب: Starstruck Records - فرمت‌ها: سی دی، دانلود، پخش |             |                    |

### نمایشنامه‌های تمدید شده
| عنوان                                     | جزئیات                                                                                       |
| ----------------------------------------- | -------------------------------------------------------------------------------------------- |
| شاید امشب {{سخ}} (در نقش مارگارت دورانته) | - تاریخ انتشار: ۱۹ آوریل ۲۰۱۱ - برچسب: Emrose/ Strodavarious Records - فرمت‌ها: دانلود موسیقی |
| نمایش تنوع - جلد. ۱                       | - تاریخ انتشار: ۸ آوریل ۲۰۱۶ - برچسب: Play It Again Records - فرمت‌ها: دانلود موسیقی          |
| رؤیاها > دلار                             | - تاریخ انتشار: ۱۹ می ۲۰۱۷ - برچسب: مگی رز - فرمت‌ها: دانلود موسیقی                           |

### مجردها
| سال                                                    | تنها                       | نمودار اوج      | نمودار اوج                 | آلبوم                        |
| سال                                                    | تنها                       | کشور آمریکا     | ایرپلی کانتری ایالات متحده | آلبوم                        |
| مارگارت دورانته                                        | مارگارت دورانته            | مارگارت دورانته | مارگارت دورانته            | مارگارت دورانته              |
| ------------------------------------------------------ | -------------------------- | --------------- | -------------------------- | ---------------------------- |
| ۲۰۱۰                                                   | " از کسی استفاده کن "      | -               | rowspan="2"                |                              |
| ۲۰۱۰                                                   | "می سی سی پی گریه می‌کند"   | ۵۷              | -                          |                              |
| ۲۰۱۱                                                   | "شاید امشب"                | ۶۰              | -                          | شاید امشب                    |
| مگی رز                                                 |                            |                 |                            |                              |
| ۲۰۱۲                                                   | " من مامانت نیستم "        | ۳۸              | ۲۹                         | برش برای تحت تأثیر قرار دادن |
| ۲۰۱۳                                                   | " بهتر "                   | ۴۶              | ۳۰                         | برش برای تحت تأثیر قرار دادن |
| ۲۰۱۴                                                   | "اکنون به عقب نگاه می‌کنم"  | -               | ۴۶                         | برش برای تحت تأثیر قرار دادن |
| ۲۰۱۴                                                   | "آهنگ دختری در کامیونت"    | -               |                            |                              |
| ۲۰۱۶                                                   | "همان آسمان"               | -               | -                          | نمایش تنوع - جلد. ۱          |
| ۲۰۱۶                                                   | "مرا بیشتر دوست داشته باش" | -               | -                          | نمایش تنوع - جلد. ۱          |
| ۲۰۱۷                                                   | "جسد در آتش"               | -               | -                          | رؤیاها > دلار                |
| «—» نشان‌دهنده نسخه‌هایی است که در نمودار قرار نگرفته‌اند |                            |                 |                            |                              |

### حضور در آلبوم (در نقش مارگارت دورانته)
| سال  | ترانه      | آلبوم                  |
| ---- | ---------- | ---------------------- |
| ۲۰۱۱ | "برک آوت"  | تکان دادن آن: شکستن آن |
| ۲۰۱۱ | "منو ببین" | تکان دادن آن: شکستن آن |

### نماهنگ
| سال  | عنوان                     | کارگردان           |
| ---- | ------------------------- | ------------------ |
| ۲۰۱۰ | "از کسی استفاده کن"       | برایان لازارو      |
| ۲۰۱۱ | "گریه می سی سی پی"        | بن چارلز           |
| ۲۰۱۱ | "شاید امشب"               | کریستین بارلو      |
| ۲۰۱۲ | "من مادرت نیستم"          | ایوانز / اسطوخودوس |
| ۲۰۱۳ | "بهتر"                    | آره آره            |
| ۲۰۱۴ | "اکنون به عقب نگاه می‌کنم" | کریستین بارلو      |
| ۲۰۱۵ | "شکسته"                   | چیس لوئر           |
| ۲۰۱۶ | "همان آسمان"              | جاستین کلاف        |
| ۲۰۱۶ | "من را بیشتر دوست بدار"   | داستی بارکر        |
| ۲۰۱۷ | "جسد در آتش"              | جاستین کلاف        |
| ۲۰۱۹ | "من مال تو هستم"          |                    |